# 四硝酸根合硼酸盐
四硝酸根合硼酸盐是一类无机化合物，化学式为[B(NO3)4]−。它可以和较大的阳离子形成盐类，如四硝酸根合硼酸四甲基铵或四硝酸根合硼酸四乙基铵等。
这个离子最初由C. R. Guibert和M. D. Marshall于1966年在试图制备中性的硝酸硼时发现的，其硝酸硼的制备以失败告终。目前硝酸硼（化学式B(NO3)3）是未知的，根据推测它即使存在，在-78 °C以上也是不稳定的。
另一个与之相关的阴离子是四高氯酸根合硼酸根，其稳定性略高于硝酸根配位的产物。同族的四硝酸根合铝酸盐（化学式[Al(NO3)4]−）是已知的。

## 制备
四甲基氯化铵和三氯化硼反应，生成(CH3)4NBCl4，该化合物在−20 °C和四氧化二氮反应，生成四硝酸根合硼酸四甲基铵，并产生NO2Cl和Cl2气体。
在20 °C的三氯甲烷中振荡金属硝酸盐和三氯化硼的混合物数天，也能得到四硝酸根合硼酸盐，反应生成不稳定的[Cl3BNO3]−三氯中间体。
MNO3 + BCl3 → M[Cl3BNO3]
4M[Cl3BNO3] → 3M[BCl4] + MB(NO3)4]

## 性质
四硝酸根合硼酸四甲基铵的红外光谱的峰有1612 cm−1（sh）、1582和1626 cm−1（归因于v4)。其1297和1311 cm−1的峰归因于v1，来自于硝酸根上链接的氧的振动。
四硝酸根合硼酸四甲基铵的密度是1.555 g·cm-3，为无色晶体。它在51 °C和62 °C时存在相变，在75 °C以上分解，并放出气体，在112 °C时放热，如果继续加热至160 °C，只会留下分解的残渣。
四硝酸根合硼酸四甲基铵难溶于冷水，但略溶于热水，它不和水反应。该化合物溶于液氨、乙腈、甲醇以及二甲基甲酰胺。它和液态二氧化硫发生反应。在室温时，可稳定数月，遇到撞击不会爆炸。
四硝酸根合硼酸的碱金属盐在室温不稳定，会发生分解。
3-甲基-1-乙基咪唑鎓四硝酸根合硼酸盐在2002年被发现，它是一种离子液体，在−25 °C凝固。

## 拓展阅读
- Titova, K. V. Introduction of ClO4-, NO3-, C(NO2)3- anions into the coordination sphere of boron by direct reactions of corresponding tetraalkylammonium salts with boron halides.（通过卤化硼和四烷基铵盐的直接反应将ClO−
4、NO−
3和C(NO
2)−
3引入硼的配位环境中） Zhurnal Neorganicheskoi Khimii, 2002. 47 (8): 1236-1245.